# Kopijki (Varmia y Masuria)
Kopijki [pronunciación en polaco: /kɔˈpii̯ki/] (en alemán: Goldenau) es un pueblo en el distrito administrativo de Gmina Prostki, dentro del Distrito de Ełk, Voivodato de Varmia y Masuria, en el norte de Polonia. Se encuentra aproximadamente 10 kilómetros al noreste de Prostki, 15 kilómetros al sudeste de Ełk, y 135  kilómetros al este de la capital regional, Olsztyn.
Hasta 1945 el área era parte de Alemania (Prusia Oriental).